# Tyranneau de Hellmayr
Mecocerculus hellmayri
Espèce
Statut de conservation UICN

 LC  : Préoccupation mineure
Le Tyranneau de Hellmayr (Mecocerculus hellmayri) est une espèce de passereau de la famille des Tyrannidae,. Il a été nommé en l'honneur de Carl Edward Hellmayr (1878 - 1944), un zoologiste autrichien.

## Distribution
Cet oiseau vit sur le versant est des Andes, depuis le sud du Pérou (département de Puno) jusqu'à l'ouest de la Bolivie et au nord-ouest de l'Argentine,,.